# Juan Bautista Argandoña Cortés
Juan Bautista Segundo Argandoña Cortés (Antofagasta, 8 de octubre de 1919 - Santiago, 1 de enero de 2006), fue un contador y político falangista chileno. Hijo de Juan Bautista Argandoña Araya y Dorila Cortés Espinoza. Contrajo matrimonio con Humilde Pozo Pérez (1953).

## Actividades profesionales
Realizó sus estudios en el Liceo de Hombres de Antofagasta, y en el Instituto comercial de la misma ciudad. Se desempeñó como empleado de la empresa Chile Exploration Company en Chuquicamata, en las dependencias de contabilidad (1938-1958).

## Actividades políticas
Inició sus actividades políticas afiliado a la Falange Nacional (1938), donde llegó a ocupar el cargo de secretario provincial, además de director provincial del departamento sindical de la colectividad.
Se desempeñó también como dirigente sindical de los empleados particulares (1945-1954) y uno de los fundadores de la Confederación de Trabajadores del Cobre (1956).
Regidor de la Municipalidad de Calama (1956-1958) y alcalde de la misma ciudad (1958-1961).
Ingresó al Partido Demócrata Cristiano (1957), del cual fue vicepresidente nacional (1962).
Elegido Diputado por la 2ª agrupación departamental de Antofagasta, Taltal y Tocopilla (1961-1965), integrando la comisión permanente de Trabajo y Legislación Social.
Reelegido Diputado por la misma agrupación (1965-1969), formando parte de la comisión permanente de Minería e Industrias.
Obtuvo un último período como Diputado por Antofagasta (1969-1973), participando de la comisión permanente de Hacienda.

## Otras actividades
Fue fundador de la Cooperativa de Ahorro y Créditos en Chuquicamata y del Instituto de Autogestión. Además fue miembro del Círculo Social Providencia de Antofagasta.